# Aime la révolution !
Aime la révolution ! (en russe : Люби революцию Lioubi Revolioutsiou) est un roman inachevé de l'écrivain russe Alexandre Soljenitsyne écrit à la fin des années 1940 et publié en français en 2007.

## Éditions françaises
- Aime la révolution !, traduit par Françoise Lesourd, Paris, Fayard, 2007, 342 pages.